# Pseudovermis
Pseudovermis is een geslacht van weekdieren uit de klasse van de Gastropoda (slakken).

## Soorten
- Pseudovermis artabrensis Urgorri, Cobo & Besteiro, 1991
- Pseudovermis axi Marcus Ev. & Er., 1955
- Pseudovermis boadeni Salvini-Plawen & Sterrer, 1968
- Pseudovermis chinensis Hughes, 1991
- Pseudovermis hancocki Challis, 1969
- Pseudovermis indicus Salvini-Plawen & G. C. Rao, 1973
- Pseudovermis japonicus Hamatani & Nunomura, 1973
- Pseudovermis kowalewskyi Salvini-Plawen & Sterrer, 1968
- Pseudovermis mortoni Challis, 1969
- Pseudovermis papillifer Kowalevsky, 1901
- Pseudovermis paradoxus Perejaslavtseva, 1891
- Pseudovermis salamandrops Ev. Marcus, 1953
- Pseudovermis schultzi Marcus Ev. & Er., 1955
- Pseudovermis setensis Fize, 1961
- Pseudovermis soleatus Salvini-Plawen & G. C. Rao, 1973
- Pseudovermis thompsoni Salvini-Plawen, 1991